# Зіденболлентін
Зіденболлентін (нім. Siedenbollentin) — громада в Німеччині, розташована в землі Мекленбург-Передня Померанія. Входить до складу району Мекленбургіше-Зенплатте. Складова частина об'єднання громад Трептовер-Толлензевінкель.
Площа — 18,84 км2. Населення становить 553 ос. (станом на 31 грудня 2020).

## Галерея

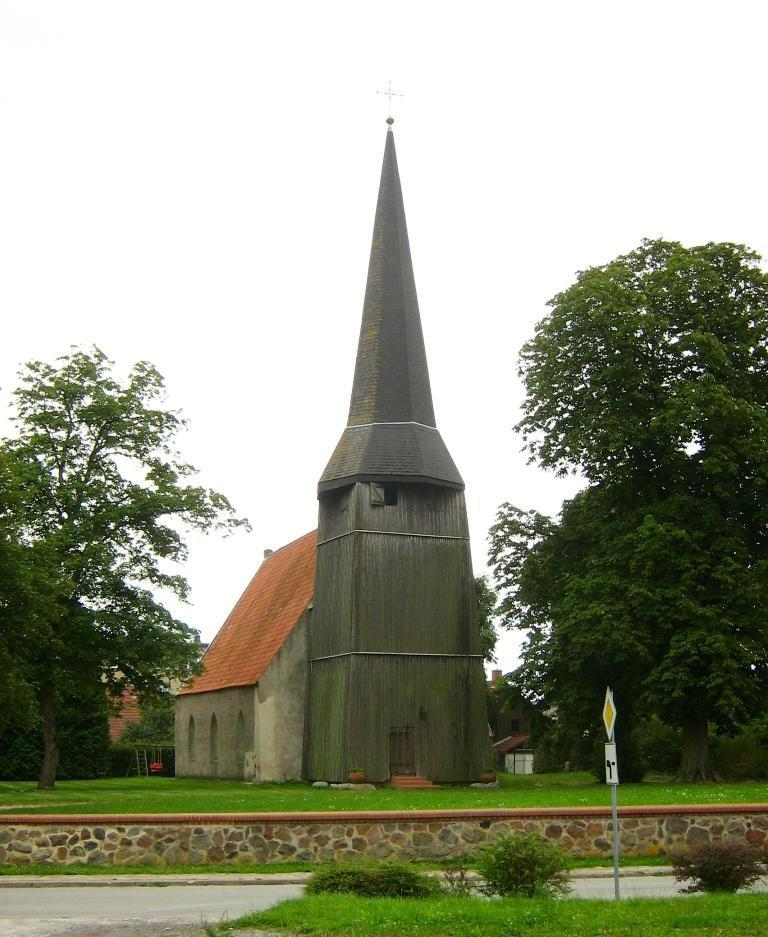